# 김준호 (펜싱 선수)
김준호(金準鎬, 1994년 5월 26일~)는 대한민국의 펜싱 선수로 주 종목은 사브르이다. 2020년 하계 올림픽에서 남자 사브르 단체전 금메달을 획득했으며 세계 선수권 대회에서 사브르 단체전 금메달을 획득했다. 2023년 항저우 아시안게임을 끝으로 펜싱 국가대표 선수생활을 은퇴하였다. 2024년 하계 올림픽에서는 김정환과 함께 KBS의 해설위원을 담당하였다.

## 개인사
2011년 발목에 큰 부상을 당해 펜싱으로 대학 진학을 포기하려 하였으나 키워주신 할머니를 생각하여 재활 후 펜싱으로 대학 진학했다. 
2018년 12월 23일, 항공 승무원 출신 연인 유정현과 결혼했다. 2021년 10월 22일 결혼한 지 3년 만에 첫째 아들 김은우가 태어났으며 2023년 5월 2일 둘째 아들 김정우가 태어났다.

## 방송 출연
- 뭉쳐야 찬다2 (고정출연)
- 집사부일체 (사부로 출연)
- 스물다섯 스물하나 (특별 출연)
- 슈퍼맨이 돌아왔다 (고정출연)
- 뭉쳐야 찬다3 (고정출연)
- 감별사 (게스트 출연)

## 가족 관계
- 아내: 유정현 (1989년 10월 16일 ~)
  - 아들: 장남 김은우 (2021년 10월 22일 ~), 차남 김정우 (2023년 5월 2일 ~)

## 수상
- 2022년 KBS 연예대상 인기상 (슈퍼맨이 돌아왔다)
- 2023년 KBS 연예대상 리얼리티 부문 남자 우수상

### 수훈
- 체육훈장 청룡장(2024년 11월 12일)